# Estadi de Roudourou
L'Estadi Municipal de Roudourou (o Stade Municipal de Roudourou) és un estadi de futbol de la ciutat de Guingamp, a la regió de Bretanya, França. Va ser inaugurat el 1990 amb una capacitat aproximada per 12.000 persones, el 2007 després d'una renovació va augmentar el seu aforament a 18.250 espectadors. És l'estadi del club En Avant de Guingamp, equip actualment en la Ligue 1.
El 10 d'octubre de 2009, el recinte va ser seu del partit de la Selecció de futbol de França en què van derrotar a Illes Fèroe per 5-0, partit vàlid per la classificació a la Copa Mundial de 2010. La victòria va assegurar el lloc de França en els play-offs.

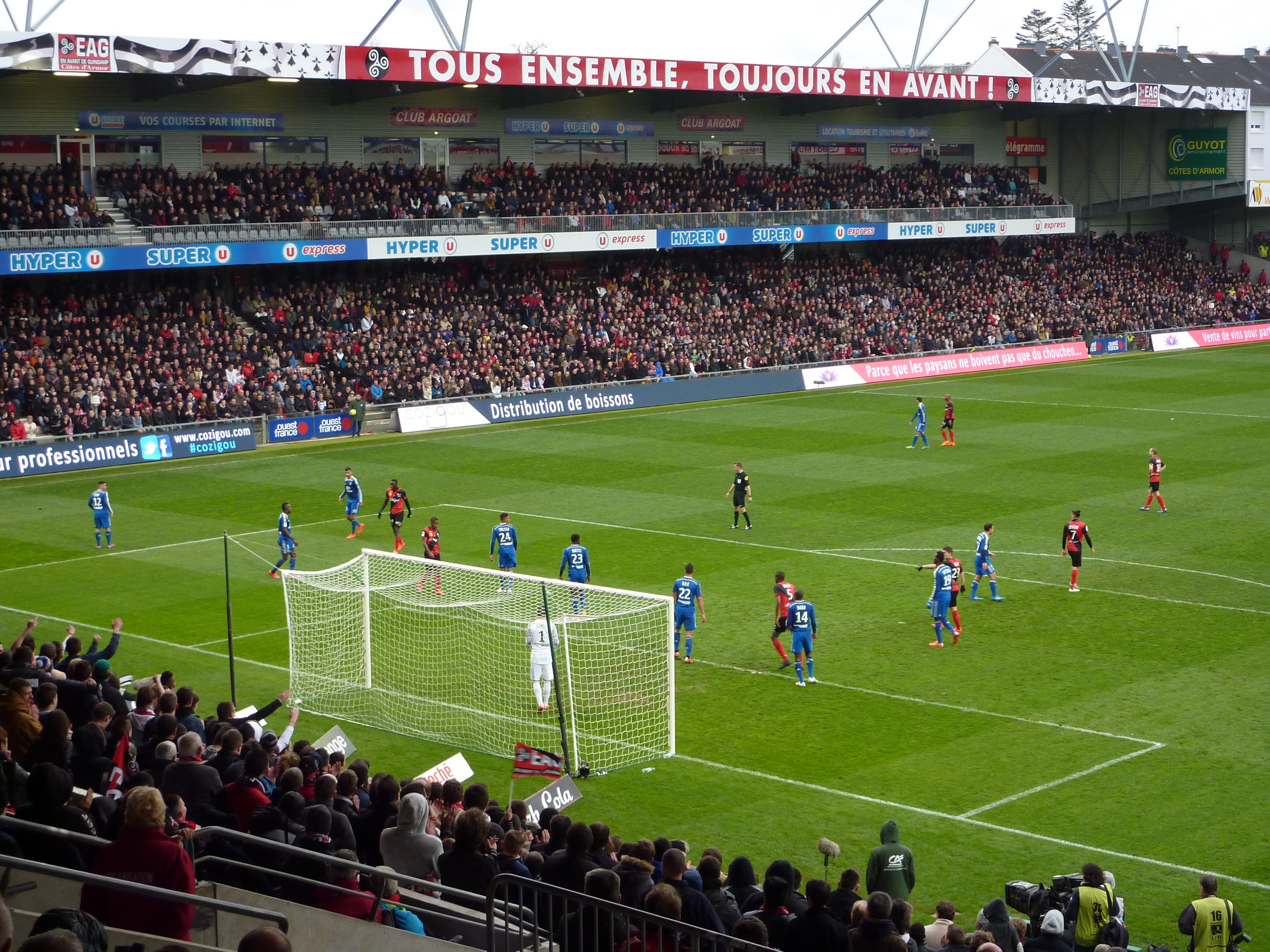

| Data                 | Competició                         | selecció | selecció    | resultat | Assistència |
| -------------------- | ---------------------------------- | -------- | ----------- | -------- | ----------- |
| 10 d'octubre de 2009 | Classificació Copa Mundial de 2010 | França   | Illes Fèroe | 5 - 0    | 16.755      |